# Pinghai, Fujian
Pinghai (kinesiska: 平海) är en köping i sydöstra Kina. Den ligger i stadsdistriktet Xiuyu i staden Putian i provinsen Fujian, omkring 99 kilometer söder om provinshuvudstaden Fuzhou. Antalet invånare är 69 213. Befolkningen består av 36 537 kvinnor och 32 676 män. Barn under 15 år utgör 22,0 %, vuxna 15-64 år 66 %, och äldre över 65 år 10,0 %.